# Jan Zrzavý
Jan Zrzavý (Okrouhlice, 5 de noviembre de 1890 – Praga, 12 de octubre de 1977) fue un destacado pintor, artista gráfico e ilustrador checo, del siglo XX. 

## Biografía
Nacido en Okrouhlice cerca de Německý Brod en Bohemia en la actual República Checa. Estudió de forma privada en Praga con K. Reisnera, V. Županského y Františka Ženíškay, luego asistió a la Escuela de Artes Aplicadas de Praga, UMPRUM, durante dos años desde 1907, antes de ser expulsado, a raíz de ello estudió de forma autodidacta. Visitó por primera vez Francia en 1924, volviendo a París y a Bretaña frecuentemente hasta 1939, pero manteniendo fuertes vínculos con su patria. 
Entre 1913-1917 y 1919-1923 fue miembro del Círculo artístico Mánes. Tras la Segunda Guerra Mundial se convirtió en profesor asociado de la Universidad Palacký desde 1947 a 1950. Después mantuvo estudios privados en Praga y Okrouhlice. En los años de la década de 1950 y de 1960 fue creciendo su reconocimiento tanto nacional como internacional, y fue homenajeado con el título de Artista Nacional en 1965. Murió en Praga en 1977.

## Influencias artísticas
Zrzavý fue un miembro clave de movimiento modernista checo, y en general europeo, de principios del siglo XX. A pesar de se recordado como un simbolista, su mayor influencia fue el arte medieval europeo. Durante su vida fue también inspirado por paisajes de diferentes países como Francia, Italia y Grecia como de su país natal (Vodňany, Okrouhlice, Praga). Volvía sobre sus temas en numerosas ocasiones. Admiró y escribió sobre uno de los fundadores del movimiento artístico checo llamado Poetismo, Karel Teige.
Su obra se exhibe en la ciudad de Telč y en Praga.